# 西谷乡
西谷乡，是中华人民共和国山西省太原市清徐县下辖的一个乡镇级行政单位。

## 行政区划
西谷乡下辖以下地区：
西谷村、东木庄村、长头村、北云支村、南云支村、碱场营村、东罗白村、柳湾村和西罗白村。